# Aeroportul Janakpur
Aeroportul Janakpur (IATA: JKR, ICAO: VNJP) este un aeroport din Janakpurdham⁠(d), Dhanusha District⁠(d), Madhesh Province⁠(d), Nepal ce deservește zona Kathmandu. Aeroportul a fost tranzitat în 2019 de 136.678 de pasageri.
Situat la o altitudine de 78 m, aeroportul dispune de o singură pistă.